# (36922) 2000 SN209
2000 SN209 (asteroide 36922) é um asteroide troiano de Júpiter. Possui uma excentricidade de 0.04307630 e uma inclinação de 10.39857º.
Este asteroide foi descoberto no dia 25 de setembro de 2000 por LINEAR em Socorro.